# Francesco Tonolini
Francesco Tonolini, detto anche Franco, (Breno, 28 aprile 1880 – Montagnola di Valdobbiadene, 28 ottobre 1918), è stato un militare italiano, insignito della medaglia d'oro al valor militare alla memoria durante il corso della prima guerra mondiale.

## Biografia

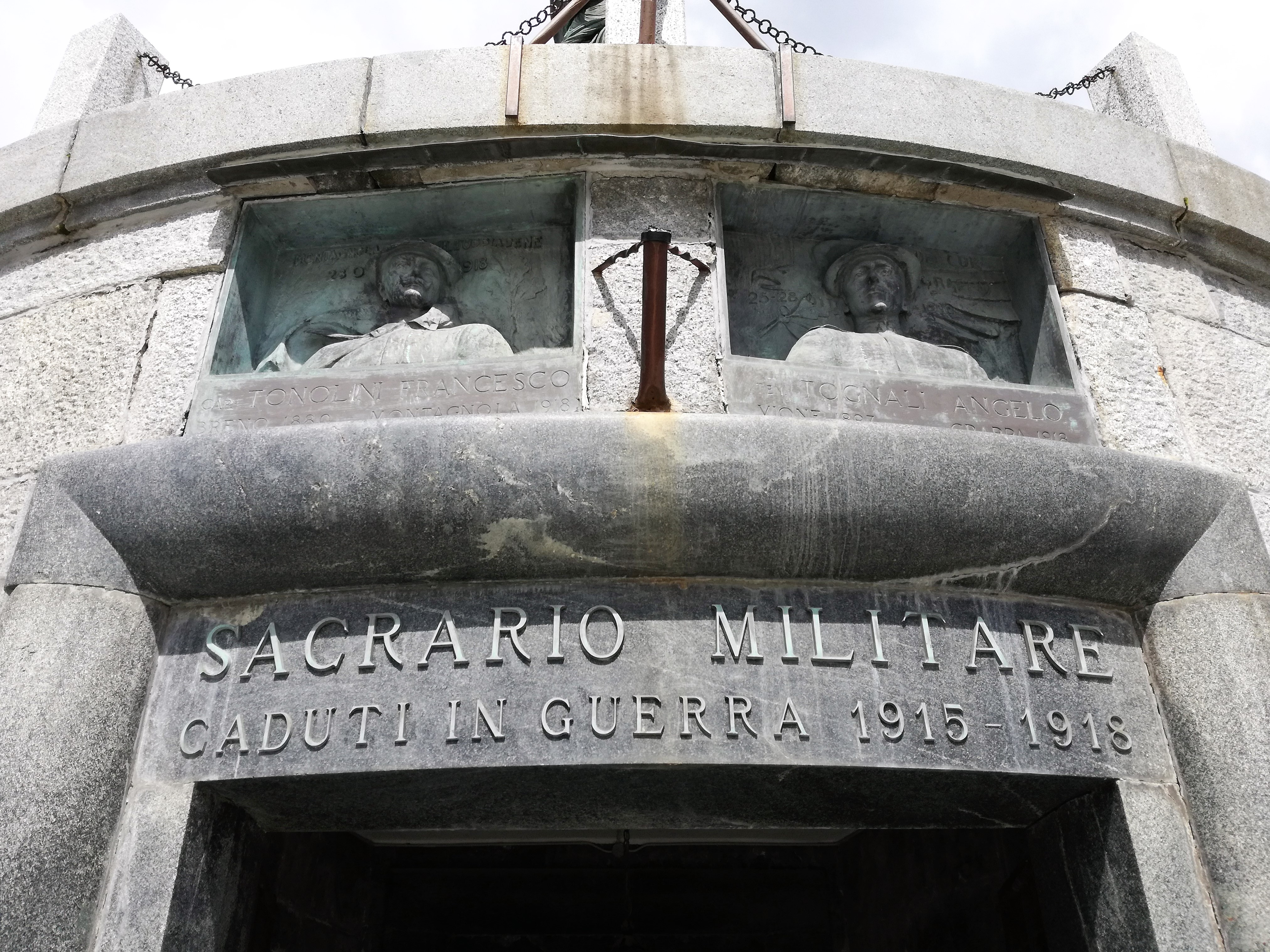
L'entrata del Sacrario militare del Tonale con i busti di Francesco Tonolini e Angelo Tognali, entrambi decorati di Medaglia d'oro al valor militare alla memoria.

Nacque a Breno il 28 aprile 1880, figlio di Lorenzo e Maria Mauri. Compì gli studi ginnasiali e di liceo classico presso il Collegio Saporiti di Vigevano, e poi conseguì la laurea in ingegneria presso il Politecnico di Milano nel 1903. In seguito fu chiamato a prestare servizio militare di leva nel Regio Esercito, assegnato al corpo degli Alpini, in forza al battaglione alpini "Edolo". Ritornato alla vita civile nel dicembre 1905, andò a ricoprire la carica di ingegnere comunale di Breno, lavorando alla costruzione di numerose opere stradali, edili e idrauliche in Val Camonica.  venendo nominato sottotenente di complemento del 6º Reggimento alpini, nel novembre 1914 assunse il comando dei volontari alpini della Val Camonica, tra i quali Cesare Battisti, dedicando al loro addestramento. Dopo l'entrata in guerra del Regno d'Italia operò al Passo di Campo. Una volta sciolto il corpo dei volontari, fu promosso tenente, e nel marzo 1916 rientrò in servizio nel 5º Reggimento alpini, operando sul Crozzon di Fagorida con il battaglione alpini "Valtellina", rimanendo ferito per la prima volta il 3 maggio dello stesso anno. Per breve tempo fu trasferito in fanteria nel settore della Bainsizza, ritornando quindi negli alpini.
Promosso capitano, nell'aprile 1917 assunse il comando della 137ª Compagnia del battaglione alpini "Stelvio", distinguendosi il 19 giugno quando conquistò Quota 2015 sul Costone dei Ponari, nel massiccio dell'Ortigara, resistendo per sette giorni sotto il fuoco dell'artiglieria nemica.
Quando nel mese di ottobre il battaglione alpini "Stelvio" fu mandato a concorrere alla difesa di Monte Fior, il 20 ottobre 1917 venne decorato di una Medaglia d'argento al valor militare dopo aver conquistato per primo una trincea nemica, occupando la postazione retrostante e trasportando con sé i feriti gravi e il materiale bellico. Dopo la disfatta di Caporetto si distinse nella difesa del Monte Fior (15-23 novembre), e sul Monte Cornone (17 dicembre), dove fu decorato di una Croce di guerra al valor militare.
Nella notte del 27 ottobre 1918 tre battaglioni di alpini della 12ª Armata, insieme al 107º Reggimento fanteria francese e a gran parte del XXVII Corpo d'armata del generale Antonino Di Giorgio, sfondarono la linea difensiva nemica e, sebbene contrastati, si portano verso San Vito, Madonna di Caravaggio e Ca’ Settolo, penetrando in direzione di Valdobbiadene. Le colline circostanti furono attaccate dal 9º Gruppo alpino, e il suo battaglione fu impegnato fortemente, insieme al "Verona", sulla cosiddetta Montagnola di Valdobbiadene. Al comando di due plotoni dello "Stelvio" andò all'attacco della posizione nemica, catturando duecento prigionieri, quattordici mitragliatrici e altro materiale belliche. Nel corso di questa azione trovò la morte il giorno 28,  colpito da una pallottola mentre attraversava un tratto scoperto, e per onorarne il coraggio fu decretata la concessione della Medaglia d'oro al valor militare, massima onorificenza italiana.
Il 2 novembre 1923 la salma venne solennemente tumulata, con gli onori civili e militari, nel cimitero di Breno nel corso di una solenne cerimonia. Il 31 luglio 1994 la salma fu traslata nel Sacrario militare del Tonale in occasione del 31° Pellegrinaggio in Adamello che venne lui dedicato.
Sulle rive del Lago Rotondo, in Valcamonica, ai piedi del versante meridionale del Corno Baitone, gli è stato intitolato il rifugio Franco Tonolini all'interno del quale si può ammirare un dipinto che lo ritrae.

### Annotazioni
1. ↑  Lasciava la moglie Adele Canaveli, figlia del professore Fortunato Canevali, e la figlia Lorenzina di 2 anni.